# The Cube
The Cube ist eine Spielshow aus Großbritannien, in der die Kandidaten durch das Lösen vermeintlich leichter Aufgaben Geld gewinnen können. In Deutschland wurde unter dem Namen The Cube - Besiege den Würfel die erste Ausgabe am 29. April 2011 ausgestrahlt, welche von Nazan Eckes moderiert wurde. Eine zweite Ausgabe wurde am 10. Juni 2011 um 20.15 Uhr und damit eine Stunde früher ausgestrahlt. Die Show wurde mangels Einschaltquoten bereits nach der zweiten Sendung eingestellt.

## Showkonzept
In sieben Spielen kann der Kandidat Geld (in der deutschen Ausgabe 250.000 Euro, in England 250.000 Pfund)  gewinnen. Dabei muss er vor allem Geschwindigkeit und Geschick an den Tag legen. Die einzelnen Spiele erscheinen zunächst einfach, stellen sich dann jedoch als sehr vertrackt heraus. Alle Spiele finden in einem Würfel mit einer Kantenlänge von vier Metern statt.
Jeder Spieler hat neun „Leben“. Bei jedem Fehlversuch in einem Spiel verliert er eines dieser Leben. Sobald er das letzte Leben verliert, ist sein bislang erspielter Gewinn weg.
Zwei Spiel-Erleichterungen stehen den Kandidaten jeweils einmal zur Verfügung: Jeder Kandidat kann darum bitten, dass ein Spiel erleichtert wird (zum Beispiel durch mehr Zeit beim Lösen der Aufgaben). Außerdem kann jeder Kandidat einmal einen Probelauf bei einem Spiel machen. Schafft er das Spiel dann nicht, hat das keine Konsequenzen. Schafft er es allerdings, gewinnt er dann auch nichts.
Das Spiel endet, sobald ein Kandidat kein Leben mehr hat, sich nach einem Spiel entscheidet, aufzuhören oder wenn er den Jackpot von 250.000 Euro geknackt hat.
Die sieben Spiele haben diese Gewinnstufen:
| Spielnummer   | Gewinn    | erreicht |
| ------------- | --------- | -------- |
| ausgeschieden | -         | 2        |
| 1             | € 1.000   | -        |
| 2             | € 2.000   | -        |
| 3             | € 10.000  | 3        |
| 4             | € 20.000  | 1        |
| 5             | € 50.000  | 1        |
| 6             | € 100.000 | -        |
| 7             | € 250.000 | -        |

## Besonderheiten
Im Gegensatz zur vermeintlichen Schlichtheit der Spiele steht das futuristische Aussehen der Show. So wird mit fast 100 Kameras zugleich gedreht, damit später in der Show Fragmente in Zeitlupe oder mit Bullet-Time-Effekt zu sehen sind. Aufgrund dieser aufwändigen Produktion hatte RTL die Show in den Original-Studios in London produzieren lassen.
Der Würfel wird in Deutschland von Klaus-Dieter Klebsch gesprochen. Er erklärt den Kandidaten die Spiele und gibt mit sarkastischem Unterton weitere Kommentare ab (z. B. bei dem Einsatz von Jokern).

## Einschaltquoten
| Folge | Datum         | Zuschauer Gesamt | Zuschauer 14 bis 49 Jahre | Marktanteil Gesamt | Marktanteil 14 bis 49 Jahre |
| ----- | ------------- | ---------------- | ------------------------- | ------------------ | --------------------------- |
| 01    | 29. Apr. 2011 | 3,22 Mio.        | 1,75 Mio.                 | 11,8 %             | 16,5 %                      |
| 02    | 10. Juni 2011 | 2,56 Mio.        | 1,30 Mio.                 | 9,8 %              | 14,3 %                      |

## Geschichte
Das Originalformat mit dem Namen The Cube läuft seit August 2009 erfolgreich in Großbritannien. Hier wird die Show von Phillip Schofield moderiert.

## Internationale Versionen
| Land           | Name              | Moderator           | Sender      | Preisgeld     | Erstausstrahlung             |
| -------------- | ----------------- | ------------------- | ----------- | ------------- | ---------------------------- |
| Großbritannien | The Cube          | Phillip Schofield   | ITV         | £250.000      | 22. August 2009              |
| Portugal       | O Cubo            | Jorge Gabriel       | RTP         | 30.000€       | April 2010                   |
| Russland       | Куб               | Dmitri Charatjan    | Perwy kanal | 3.000.000 RUB | 30. März – 30. November 2013 |
| Saudi Arabia   | المكعب Al-Moukaab | Faisal Al Issa      | Saudi TV 1  | 250.000 SR    | 24. März – 8. Juli 2010      |
| USA            | The Cube          | Neil Patrick Harris | CBS         |               | 2010 Pilot                   |
| Ukraine        | Куб               | Maxim Chmerkovsky   | STB         | 250.000 UAH   | Herbst 2011                  |